# Herman Cain

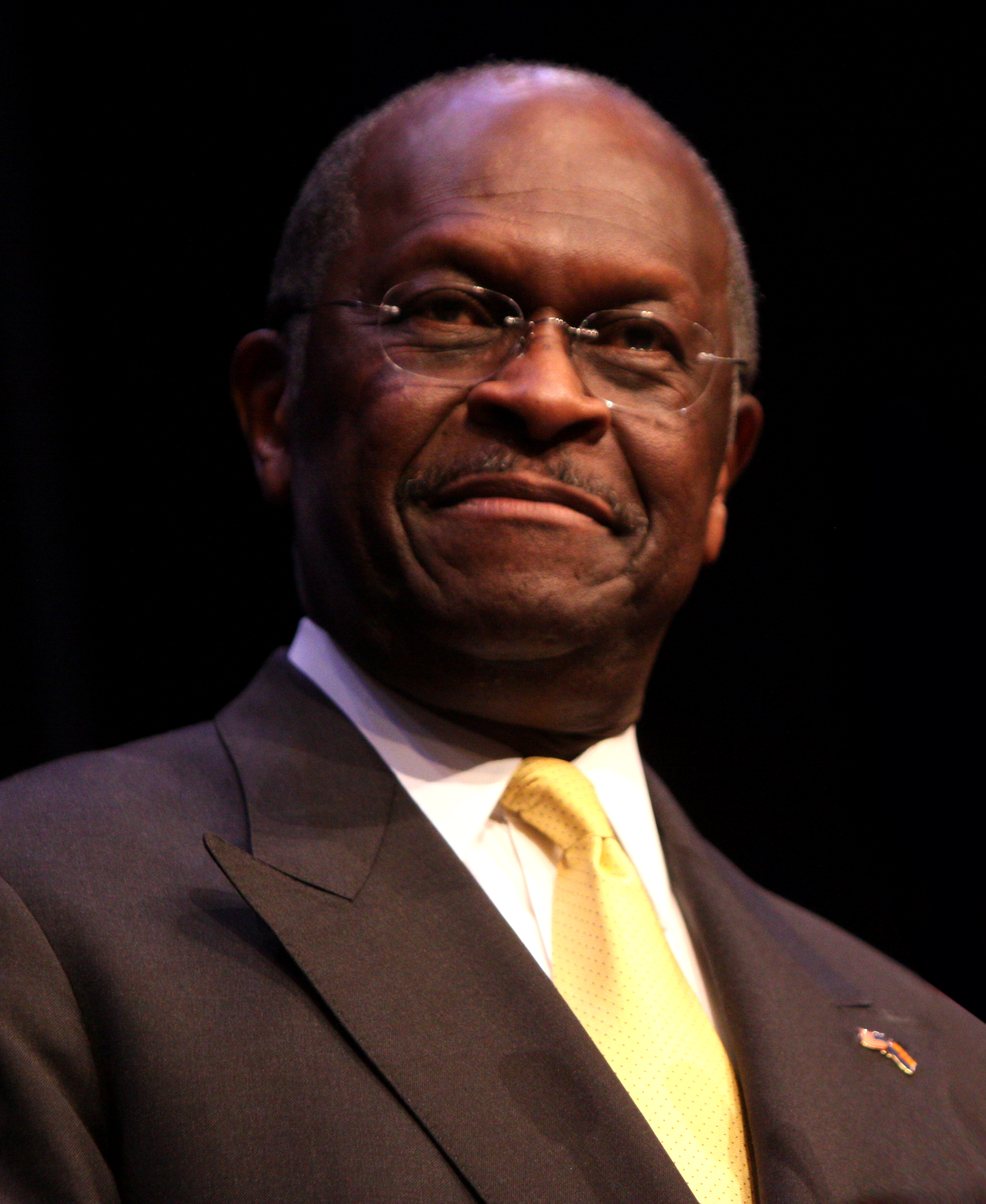
Herman Cain (2012)

Herman Cain (* 13. Dezember 1945 in Memphis, Tennessee; † 30. Juli 2020 in Atlanta, Georgia) war ein US-amerikanischer Geschäftsmann, Kolumnist und Radiomoderator. Er bewarb sich um die Nominierung als republikanischer Kandidat bei der Präsidentschaftswahl 2012, verkündete jedoch am 3. Dezember 2011 nach mehreren Vorwürfen sexueller Belästigung, seine Kampagne ruhen zu lassen.

## Leben
Cain wurde 1945 als Sohn von Luther Cain, Jr. (1925–1982) und dessen Frau Leonara (geb. Davis) (1924–2005) geboren. Mit seinem jüngeren Bruder wuchs er in einfachen Verhältnissen in Atlanta auf, wohin die Familie 1947 von Memphis umgezogen war. Luther Cain, Jr. arbeitete gleichzeitig als Hausmeister, Friseur und Chauffeur, seine Frau Leonora als Haushaltshilfe.
Nachdem Cain im Jahre 1967 das Morehouse College mit einem Bachelor of Arts in Mathematik abgeschlossen hatte, studierte er Mathematik und Informatik unter anderem an der Purdue University, an der er 1971 den akademischen Grad eines Master of Science erlangte. Während seines Studiums arbeitete er gleichzeitig als Ballistiker für das United States Department of the Navy, wo er Feuerleitanlagen für Kriegsschiffe und Kampfflugzeuge entwickelte. Nach Abschluss seines Studiums kehrte er nach Atlanta zurück und arbeitete für die Coca-Cola Company als Analytiker für Computersysteme. 1977 wechselte er in das Management des Lebensmittelkonzerns Pillsbury. 1986 wurde er Generaldirektor der Fastfood-Kette Godfather’s Pizza, die damals kurz vor dem Bankrott stand. Nach einem Jahr war das Unternehmen wieder profitabel, im Jahr 1988 übernahm Cain die Restaurant-Kette durch einen Management-Buy-out. Er blieb bis 2002 CEO von Godfather’s Pizza. Cain moderierte ab 2004 in seiner Heimatstadt Atlanta seine eigene Radio-Talkshow beim Talkradio WSB Atlanta mit dem Namen The Herman Cain Show.
Von 1992 bis 1996 war Cain auch Mitglied des Vorstands der Federal Reserve Bank of Kansas City sowie 1995/96 dessen Vorsitzender.
Am 20. Juni 2020 – während der COVID-19-Pandemie in den Vereinigten Staaten – nahm Cain an einer Wahlkampfveranstaltung von US-Präsident Trump in Tulsa, Oklahoma teil. Er trug (wie die meisten der Teilnehmer) keine Alltagsmaske bzw. keinen Mundschutz und hielt keinen Abstand zu anderen. Am 29. Juni wurde bei Cain COVID-19 diagnostiziert; zwei Tage später wurde er deswegen in ein Krankenhaus eingeliefert. Wo er sich infizierte, ist unklar. Am 30. Juli starb Cain an Folgen von COVID-19. Etwa zwei Monate nach seinem Tod erschien auf seinem Twitter-Account, der nun von seiner Familie und Freunden betrieben wird, ein Tweet, wo diese behaupteten, COVID-19 sei „nicht so tödlich, wie die Mainstream-Medien es darstellten“.

## Politische Laufbahn und Positionen
Politisch trat Cain erstmals 1994 in Erscheinung, als er als einer der Wortführer der Wirtschaftsverbände gegen Bill Clintons Reformpläne des Gesundheitssystems der Vereinigten Staaten agierte. Nachdem er bei der Präsidentschaftswahl 1996 den republikanischen Kandidaten Bob Dole beraten hatte, bewarb er sich selbst 2000 kurzzeitig als Präsidentschaftskandidat. Cain zog seine Kandidatur aber zurück und unterstützte stattdessen den Verleger Steve Forbes.
Als der Senator aus Georgia, Zell Miller, 2004 bekanntgab, nicht zur Wiederwahl anzutreten, bewarb sich Cain in den Vorwahlen um die republikanische Nominierung für den Senatssitz. Er unterlag jedoch klar dem damaligen Kongressabgeordneten Johnny Isakson, der sich später auch gegen seinen demokratischen Gegner durchsetzte und bis 2019 als Senator im Amt war.
Im Frühjahr 2011 kündigte Herman Cain seine Kandidatur für die Präsidentschaftswahl 2012 an. Er galt damals als sehr populär in den Kreisen der Tea-Party-Bewegung und wurde innerhalb der Republikanischen Partei als sehr konservativ eingestuft. Er lehnte Immigration in die USA, gleichgeschlechtliche Ehen und Abtreibung ab und war ein Kritiker des Islam. In diesem Zusammenhang tat er die Äußerung, dass er sich einmal unwohl gefühlt habe, als er von einem vermeintlich islamischen Arzt operiert werden sollte, da Muslime ja die Pflicht hätten, alle Ungläubigen zu ermorden. Als die Krankenschwester ihm sagte, dass der Arzt ein Christ aus dem Libanon sei, habe er aufgeatmet und Gott gedankt. Weiterhin bemerkte er, dass kein Muslim seinem Kabinett angehören dürfe und dass Amerikaner das Recht hätten, Moscheen zu verbieten. Im Vorwahlkampf unterliefen ihm bei Fragen zu China, Israel und Libyen zudem grobe Schnitzer. Darauf angesprochen, bemerkte er, es sei absolut irrelevant, ob ein Präsidentschaftskandidat wisse, wer der „Präsident von Ubeki-beki-beki-beki-stan-stan“ sei, oder nicht.
Aufmerksamkeit erregte Cain 2010 mit seinem 9-9-9-Plan, der eine Reformierung des Steuersystems der Vereinigten Staaten mit einem einheitlichen Satz von 9 % für Einkommensteuer, Umsatzsteuer und Unternehmenssteuer vorsah.
Cain galt im Sommer und Herbst 2011 als der Überraschungskandidat der Republikaner, in Umfragen zählte er zu den führenden Bewerbern. Anhaltende Schlagzeilen über sein Privatleben führten aber zu sinkenden Popularitätswerten, so wurden Cain sexuelle Belästigung von Untergebenen sowie eine außereheliche Beziehung vorgeworfen. Cain erklärte daraufhin am 3. Dezember 2011, seine Wahlkampfkampagne um das Präsidentenamt ruhen zu lassen. Nach seinem Rückzug unterstützte er Newt Gingrich.
Cain kritisierte 2011 die Intervention einiger westlicher Länder in Libyen. Er sagte, dort würden zukünftig die al-Qaida und die Taliban regieren.

## Privates
Herman Cain lernte seine Frau während seiner College-Zeit kennen. Nachdem sie ihren College-Abschluss am Morris Brown College gemacht hatte, heiratete das Paar im Jahre 1968. Das Paar hatte zwei Kinder.

## Publikationen
- Leadership Is Common Sense (1997)
- Speak as a Leader (1999)
- CEO of Self: You Are in Charge (2001)
- They Think You’re Stupid: Why Democrats Lost Your Vote and What Republicans Must Do to Keep It (2005)
- This Is Herman Cain! My Journey to the White House (2011)